# Градска кућа у Новом Саду
Градска кућа је зграда у Новом Саду која је седиште градоначелника Новог Сада. Налази се на на Тргу слободе. Из данашње зграде градом се управља тек нешто више од 100 година, али сама институција Магистрата стара је колико и статус слободне краљевске вароши, од 1748. године.

## Историјат
Пре добијања статуса слободног града, Петроварадински шанац је био под камералном (цивилна) и милитарном (војна) управом. Граница између та два дела управе ишла је данашњом Дунавском улицом. Војним делом управљао је оберкапетан постављен од стране војних власти у Петроварадину (најпознатији је био злогласни капетан Секула Витковић), док је цивилним делом града управљао судија, наизменично Србин и Немац. Након укидања Војне границе град потпада под цивилну управу судија све до 7. децембра 1788. године, када добија свог првог градоначелника. Судија је и даље председавао градским судом и управљао правним пословима, док је градоначелник водио Економски одбор, бавио се војним и финансијским питањима, и у сарадњи са шефом полиције, бринуо се о безбедности града. Правило које се баш и није увек поштовало било је да уколико је судија католик, градоначелник мора бити Србин и обрнуто. Први градоначелник Новог Сада био је Димитрије Бугарски, дотадашњи сенатор који је два пута био биран на функцији начелника града. Најпознатији новосадски градоначелник био је Светозар Милетић (1861/62. и 1867.).
Прво је Магистрат био смештен у изнајмљеној кући месара и градског сенатора Петера Ференција, у тзв. «Ференцијани» која се налазила на месту данашњег здања Градске куће на Главном варошком тргу. Од свог успостављања, па све до 1895. године, Магистрат се селио из зграде у зграду по читавој вароши («Апелација» на месту данашње РК «Базар», Гвоздени човек на Тргу, Својина у Главној улици, итд.).
Коначно, када је новац прикупљен, започета је изградња Градске куће 1893. године, на месту порушене «Ференцијане». Усвојен је пројекат прослављеног новосадског архитекте Ђерђа Молнара.
Интересантан је сукоб око места изградње Градске куће. Наиме, 1893. године, када је на иницијативу Светозара Милетића и његових присталица, донета одлука о градњи објекта, јавио се проблем око избора локације. Милетић је желео да се Магистрат подигне на ханском плацу (место на којем се данас налази здање Матице српске) у традиционалном српском крају Новог Сада, док су католици захтевали да се здање подигне на Главном тргу, насупрот њихове цркве. Католици су победили.
Године 1895. завршено је велелепно здање Магистрата. Репрезентативна неоренесансна палата са торњем представљала је једно од најлепших здања у граду. Чеона фасада поседује истурени ризалит са снажним стубовима и аркадом у приземљу. На сва четири угла палате, налазе се куполе, а над ризалитом је мансардни раван кров. На згради доминира високи торањ са балконом на којем су 1907. године ватрогасци поставили звоно «Матилда» које је оглашавало пожаре у граду. На фасади палате истичу се прелепе алегоријске фигуре грчких богиња. Скулптуре је израдио новосадски вајар Јулије Аника. У свечаној сали на првом спрату сликар Павле Ружичка је на симболичан начин урадио обележја радиности, заната и трговине. У овој дворани је 3. јануара 1895. године одржана прва скупштинска седница у новој палати, и у њој су се одржавали и чувени новосадски балови.
Данас у Магистрату нема више балова, изузев Новогодишњег. У њему борави градска Влада и њена администрација. Више нема ни звона «Матилда» (претопљено у рату), али лепота грађевине и њена сећања још увек привлаче погледе и пажњу радозналих. На једној од бронзаних табли која се налази на фасади Градске куће стоје исписани градови побратими Новог Сада са којима се остварује привредна и културна сарадња. Ови градови су: Модена из италијанске провинције Емилија-Ромања, Хелиоуполис- предграђе Атине, Будва из Црне Горе, Ченгчун из Кине, Дортмунд из Немачке и Норвич из Енглеске.
Од 1788. године до данас Нови Сад је имао 58 градоначелника од којих су многи били бирани и два, па и три пута (највише градоначелника је било из редова српске популације). Од укупног броја градоначелника, 34 њих је било до окупације 1941. године, два градоначелника у време окупације до 1944. и 22 градоначелника до данас (1944—2021). Тренутни градоначелник је Милан Ђурић из Српске напредне странке.

## Галерија
- Конкурсни план зграде Градске куће у Новом Саду архитекте Јозеф Цоцека, 1893
- Разгледница Новог Сада, 1897
- Градска кућа на Тргу Франц Јозефа (сада Трг слободе), 1900
- Разгледница Новог Сада, 1917
- Градска кућа ноћу, октобар 2005.
- Градски грб на фасади зграде, новембар 2008.
- Градска кућа, септембар 2014.
- Градска кућа ноћу, јун. 2015.
- Градска кућа ноћу, децембар 2019.
- Градска кућа, јун 2020.
- Градска кућа, јануар 2022.
- Градска кућа, август 2023.
- Градска кућа ноћу, октобар 2024.